# 철원소방서
철원소방서(鐵原消防署, Cheorwon Fire Station)는 강원특별자치도 철원군을 관할하는 강원특별자치도 소방본부 산하의 소방서이다.
소방서장은 소방정으로 보한다.

## 조직
| - 소방행정과 - 소방행정계 - 예산장비계 | - 방호구조과 - 방호조사계 - 예방계 - 구조구급계 - 구조진압계 |

## 관할센터 및 관할구역
철원소방서는 4개의 119안전센터와 1개의 구조대를 산하에 두고 있다.
| 명칭                 | 사진 | 주소                    | 관할구역                   | 지역대        |
| -------------------- | ---- | ----------------------- | -------------------------- | ------------- |
| 태봉119안전센터      |      | 갈말읍 태봉로 1504      | 갈말읍 일부                |               |
| 동송119안전센터      |      | 동송읍 금학로251번길 17 | 동송읍, 철원읍             |               |
| 김화119안전센터      |      | 서면 약수로 76          | 김화읍, 근남면, 서면       | 자등119지역대 |
| 갈말119안전센터      |      | 갈말읍 명성로 229       | 갈말읍 일부                |               |
| 철원소방서 119구조대 |      | 갈말읍 태봉로 1504      | 강원특별자치도 철원군 일원 |               |

## 논란
- 2014년 7월부터 8월까지[4] 선임 의무소방대원이 후임 의무소방대원에게 가혹행위를 하고 성추행을 하였다. 피해자는 정신과 치료를 받았으나, 소방서는 이 사실을 알고도 대책을 세우지 않았으며, 공상 처리도 하지 않았다.[5] 대한민국 국가인권위원회는 전역한 선임 의무소방대원 2명을 검찰에 수사의뢰했고, 담당자의 징계를 요구하였으며[6], 대한민국 행정안전부는 소방서 전체에 의무소방대원에 대한 가혹행위가 있었는지 전수조사를 실시하였다.[7]

## 같이 보기
- 대한민국 소방청
- 대한민국의 소방
- 소방관 계급